# 赵葆秀
赵葆秀（1948年—），汉族，中华人民共和国政治人物、第十一届全国政协委员。
加入中国共产党，担任北京京剧院一级演员，工老旦，师承李金泉。2008年，当选第十一届全国政协委员，代表中华全国妇女联合会，分入第十九组。